# 1227

## Události

#### Probíhající události
- 1223–1242: Mongolský vpád do Evropy

## Narození
- 30. září – Mikuláš IV., papež († 4. dubna 1292)
- ? – Vladislav Český, nejstarší syn českého krále Václava I., moravský markrabě a rakouský vévoda († 3. ledna 1247)
- ? – Konstancie Vratislavská, kujavská kněžna z rodu Piastovců († 23. února 1257)
- ? – Alžběta Bavorská, římskoněmecká královna, královna sicilská a jeruzalémská († 9. října 1273)

## Úmrtí
- 18. března – Honorius III., papež (* asi 1150)
- 18. srpna – Čingischán, mongolský dobyvatel (* asi 1162)
- 11. září – Ludvík IV. Durynský, durynský lantkrabě, saský falckrabě, říšský maršálek a účastník křížové výpravy (* 1200)
- ? – Marco Sanudo, synovec benátského dóžete Enrica Dandola, účastník čtvrté křížové výpravy, zakladatel vévodství Naxos (* 1153?)
- ? – Guérin (biskup), senliský biskup, strážce pečeti a kancléř francouzského krále
- ? – Džuči, nejstarší ze čtyř synů Čingischán (* 1180)

## Hlava státu
- České království – Přemysl Otakar I.
- Svatá říše římská – Fridrich II.
- Papež – Honorius III. / Řehoř IX.
- Anglické království – Jindřich III. Plantagenet
- Skotské království – Alexandr II.
- Francouzské království – Ludvík IX.
- Litevské velkoknížectví – Dausprungas
- Rostovké knížectví – Vasilko Konstantinovič
- Polské knížectví – Lešek I. Bílý – Vladislav III.
- Uherské království – Ondřej II.
- Srbské království – Štěpán I. Prvověnčáný – Štěpán Radoslav
- Navarrské království – Sancho VII.
- Aragonské království – Jakub I. Dobyvatel
- Kastilské království – Ferdinand III.
- Portugalské království – Sancho II. Zbožný
- Latinské císařství – Robert I.
- Nikájské císařství – Jan III. Dukas Vatatzés
- Perská říše – Čingischán/Ögedej